# أعمال الدماغ
أعمال الدماغ (بالكورية: 두뇌공조)؛ هو مسلسل تلفزيوني كوري جنوبي، من بطولة جونغ يونغ هوا، تشا تاي هيون وكواك سون يونغ، عرض على قناة كي بي إس 2 في 2 يناير إلى 28 فبراير 2023، بث كل يومي الإثنين والثلاثاء.

## ملخص
تدور أحداث المسلسل حول قصة رجلين يتوقان عن كراهية بعضهما البعض، يتعاون الثنائي لحل قضية جنائية تتعلق بمرض دماغي نادر.

## المشاهدات
| الموسم | الموسم | رقم الحلقة | رقم الحلقة | رقم الحلقة  | رقم الحلقة  | رقم الحلقة | رقم الحلقة | رقم الحلقة | رقم الحلقة | رقم الحلقة | رقم الحلقة | رقم الحلقة  | رقم الحلقة | رقم الحلقة | رقم الحلقة | رقم الحلقة | رقم الحلقة | المتوسط     |
| الموسم | الموسم | 1          | 2          | 3           | 4           | 5          | 6          | 7          | 8          | 9          | 10         | 11          | 12         | 13         | 14         | 15         | 16         | المتوسط     |
| ------ | ------ | ---------- | ---------- | ----------- | ----------- | ---------- | ---------- | ---------- | ---------- | ---------- | ---------- | ----------- | ---------- | ---------- | ---------- | ---------- | ---------- | ----------- |
|        | 1      | 911        | 712        | ستُعلن لاحقًا | ستُعلن لاحقًا | 700        | 686        | 671        | 596        | 660        | 605        | ستُعلن لاحقًا | 530        | 757        | 662        | 676        | 763        | ستُعلن لاحقًا |

| Ep.   | تاريخ البث     | تقييمات "نيلسن كوريا" | تقييمات "نيلسن كوريا" |
| Ep.   | تاريخ البث     | على الصعيد الوطني     | سيئول                 |
| ----- | -------------- | --------------------- | --------------------- |
| 1     | 2 يناير 2023   | 5.2%                  | 4.3%                  |
| 2     | 3 يناير 2023   | 4.1%                  | 3.8%                  |
| 3     | 9 يناير 2023   | 3.9%                  | 3.7%                  |
| 4     | 10 يناير 2023  | 3.3%                  | N/A                   |
| 5     | 16 يناير 2023  | 4.3%                  | 4.2%                  |
| 6     | 17 يناير 2023  | 4.4%                  | 3.6%                  |
| 7     | 30 يناير 2023  | 4.0%                  | 3.7%                  |
| 8     | 31 يناير 2023  | 3.3%                  | N/A                   |
| 9     | 6 فبراير 2023  | 3.9%                  | 3.8%                  |
| 10    | 7 فبراير 2023  | 3.7%                  | 3.8%                  |
| 11    | 13 فبراير 2023 | 3.7%                  | 3.3%                  |
| 12    | 14 فبراير 2023 | 3.4%                  | 3.6%                  |
| 13    | 20 فبراير 2023 | 4.3%                  | 4.3%                  |
| 14    | 21 فبراير 2023 | 4.0%                  | 4.2%                  |
| 15    | 27 فبراير 2023 | 4.2%                  | 4.2%                  |
| 16    | 28 فبراير 2023 | 4.9%                  | 5.1%                  |
| متوسط | متوسط          | —                     | —                     |

## روابط خارجية
- الموقع الرسمي
 (بالكورية)
- أعمال الدماغ على موقع IMDb (الإنجليزية)
- أعمال الدماغ على موقع ليتربوكسد (الإنجليزية)
- أعمال الدماغ على موقع كينوبويسك (الروسية)
- أعمال الدماغ على موقع قاعدة بيانات الفيلم (الإنجليزية)
- أعمال الدماغ على هانسينما